# Henry Grey (8e comte de Kent)
Pour les articles homonymes, voir Henry Grey et Grey.
Henry Grey, 8e comte de Kent (v. 1583 - 21 novembre 1639) de Wrest Park, Bedfordshire est comte de Kent de 1623 à sa mort.

## Biographie

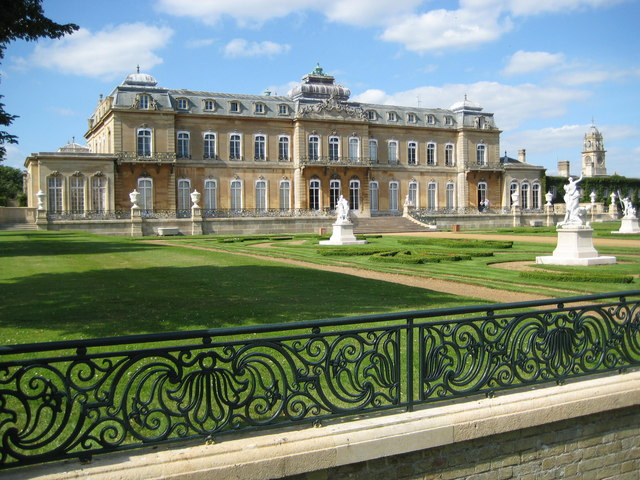
Wrest House, Bedfordshire

Il est le fils unique de Charles Grey, 7e comte de Kent et de sa femme Susan Cotton et fait ses études au Trinity College de Cambridge.
Le 16 novembre 1601, à St Martin-in-the-Fields, Henry épouse Elizabeth Talbot (1582 - 7 décembre 1651), fille de Gilbert Talbot (7e comte de Shrewsbury) et de Mary Cavendish. Il n'y a pas d'enfants connus de ce mariage. Il est fait chevalier en 1603.
Il est élu député de Tavistock en 1601 et chevalier du comté de Bedfordshire en 1614.
Il est Lord-lieutenant du Bedfordshire de 1621 à 1627 et de nouveau de 1629 à sa mort. De 1621 à 1623, Henry détient le titre conjointement avec son père Charles Grey, 7e comte de Kent. De 1625 à 1627 et de nouveau de 1629 à sa mort, il détient le titre conjointement avec Thomas Wentworth (1er comte de Cleveland).
Il meurt sans enfant et son titre principal de comte de Kent passe à son plus proche parent de lignée masculine, Anthony Grey (9e comte de Kent), recteur de Burbage, Leicestershire. Anthony est un cousin germain de son père car ils sont tous deux arrière-petits-fils de George Grey, 2e comte de Kent. Son titre de baron Grey de Ruthyn est accordé par la Chambre des Lords à son neveu Charles Longueville, 12e baron Grey de Ruthyn, fils de sa sœur Susan.